# Maria Hipp
Maria Hipp (* 13. Oktober 1919; † 15. März 2015 in Freiburg im Breisgau) war eine deutsche Hebamme.

## Leben
Nach der Mittleren Reife arbeitete sie zunächst als Telefonistin und Zahnarzt- und Arzthelferin. 1940 begann sie eine Ausbildung zur Hebamme an der Landesfrauenklinik und Hebammenlehranstalt Stuttgart-Berg. Nach Abschluss ihrer Ausbildung arbeitete sie einige Jahre als Klinikhebamme in Berlin und baute mit Willibald Pschyrembel die geburtshilfliche Abteilung des Städtischen Krankenhauses Berlin-Friedrichshain auf. Hipp arbeitete am Krankenhaus als Oberhebamme, gab Fortbildungskurse für freiberufliche Hebammen und lehrte ab 1950 im Fach Geburtshilfe an der Krankenpflegeschule der Charité. Nach vier Jahren Hebammenarbeit im Kreiskrankenhaus Göppingen arbeitete sie von 1956 bis 1965 als leitende Hebamme an der Universitätsfrauenklinik und Hebammenlehranstalt Heidelberg.
1966 bis 1979 folgte weitere leitende Arbeit an der Universitätsfrauenklinik und Hebammenlehranstalt Freiburg. Sie beteiligte sich an der Entwicklung der „Aktion Familienhebamme“ im Bremer Hebammen-Projekt von 1979 bis 1983.

## Ämter
- Vorsitzende des Verbands Deutscher Anstaltshebammen a. D.
- Vizepräsidentin des Bundes Deutscher Hebammen a. D., beides Vorläuferorganisationen des Deutschen Hebammenverbandes

## Ehrungen
- Bundesverdienstkreuz am Bande (25. Juli 1977)[1]

## Quelle
- Todesanzeige
- Barbara Staschek, Ursula Schroth: Abschied von Maria Hipp. Deutsche Hebammenzeitschrift, Mai 2015